# Jennifer O'Neill
Pour les articles homonymes, voir O'Neill.
Jennifer O'Neill, née le 20 février 1948 à Rio de Janeiro au Brésil, est une mannequin et une actrice américaine d'origine irlandaise par son père.

## Biographie

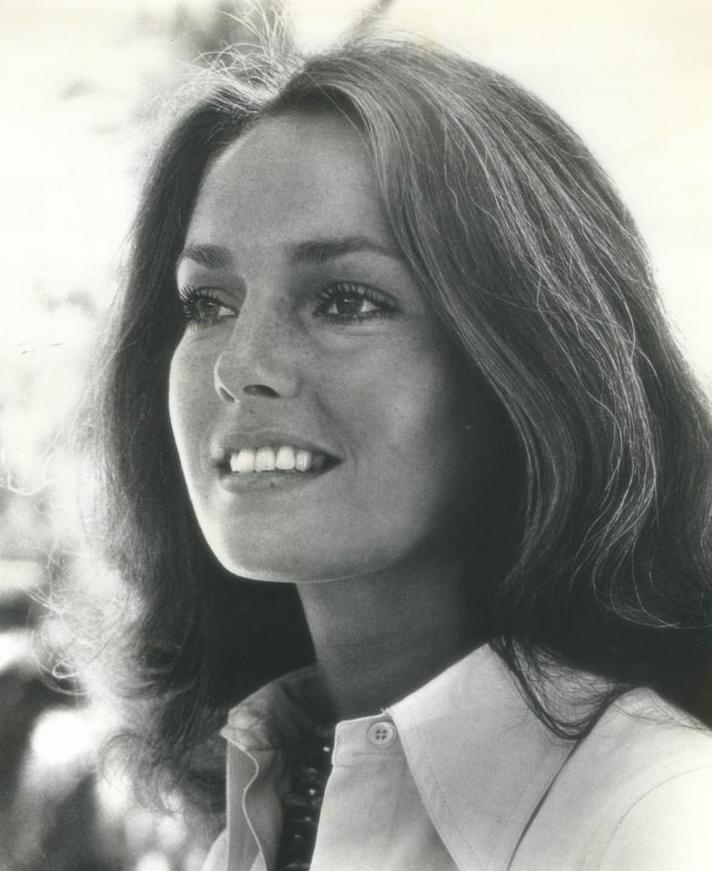
Jennifer O'Neill en 1973

Jennifer O'Neill fut un mannequin renommé dès 1962. 
Sa carrière d'actrice a connu des débuts en fanfare avec le western Rio Lobo et surtout Un été 42 dans lequel elle tient le rôle principal. Par la suite, elle a joué dans des films de grands réalisateurs, Otto Preminger, Blake Edwards, Tom Gries, Luigi Zampa, Luchino Visconti (un second rôle féminin dans L'Innocent) et David Cronenberg. Dès la fin des années 1970, sa carrière a évolué vers la série B (ou Z) d'horreur ou d'action puis vers les téléfilms.
À la télévision, dans les années 1980, l'actrice tient encore la vedette dans la série Espion modèle, tient le rôle de Messaline dans la série A.D. : Anno Domini, puis disparaît quasiment des écrans, se contentant d'apparitions de plus en plus discrètes.
Jennifer O'Neill a été mariée neuf fois, elle a eu trois enfants.
Le 23 octobre 1982, elle a subi une blessure par balle dans sa maison à McClain Street à Bedford dans l'État de New York. Elle s'est accidentellement tiré dans l'abdomen avec un revolver de calibre 38, en l'absence de son quatrième mari John Lederer.
Elle a écrit deux autobiographies, dont Surviving Myself (1999) et From Fallen to Forgiven (2002).

## Filmographie

### Actrice de cinéma
- 1968 : Mon homme (For Love of Ivy) de Daniel Mann : Sandy
- 1969 : Futz ! (non créditée) de Tom O'Horgan
- 1970 : Rio Lobo d'Howard Hawks : Shasta Delaney
- 1971 : Un été 42 (Summer of '42) de Robert Mulligan : Dorothy
- 1971 : Des amis comme les miens (Such Good Friends) d'Otto Preminger : Miranda Graham
- 1972 : Glass Houses (en) d'Alexander Singer
- 1972 : Opération clandestine (The Carey Treatment) de Blake Edwards : Georgia Hightower
- 1973 : Madame Bijoux (en) (Lady Ice) de Tom Gries : Paula Booth
- 1975 : Les Maîtres (Gente di rispetto) de Luigi Zampa  : Elena Bardi
- 1975 : La Mort en rêve (The Reincarnation of Peter Proud) de Jack Lee Thompson : Ann Curtis
- 1975 : L'Infirmière de la compagnie casse-cou (Whiffs) de Ted Post : Scottie Hallam
- 1976 : L'Innocent (L'Innocente) de Luchino Visconti : Teresa Raffo
- 1976 : Call-girl (Call Girl: La vida privada de una señorita bien ) d'Eugenio Martín
- 1977 : L'Emmurée vivante (Sette note in nero) de Lucio Fulci : Virginia Ducci
- 1978 : Caravane (Caravans) de James Fargo : Ellen Jasper
- 1979 : Force One (A Force of One) de Paul Aaron : Mandy Rust
- 1979 : Des nerfs d'acier (en) (Steel) de Steve Carver : Cass Cassidy
- 1980 : La Guerre des as (en) (Cloud Dancer) de Barry Brown : Helen St. Clair
- 1981 : Scanners de David Cronenberg : Kim Obrist
- 1987 : I Love N.Y. (en) de Gianni Bozzacchi (de) : Irene
- 1988 : Committed (en) de William A. Levey : Susan Manning
- 1993 : Discretion Assured d'Odorico Mendes : Paige
- 1993 : Love Is Like That de Jill Goldman : Ms. Alman
- 1997 : The Ride de Michael O. Sajbel : Ellen Stillwell
- 1999 : Le Prince et le Surfeur (en) (The Prince and the Surfer) d'Arye Gross et Gregory Gieras : reine Albertina
- 2002 : Time Changer : Michelle Bain
- 2008 : Billy: The Early Years de Robbie Benson
- 2012 : Last Ounce of Courage
- 2012 : Doonby (en) de Peter Mackenzie
- 2016 : Je n'ai pas honte (en) (I'm Not Ashamed) de Brian Baugh : Linda Brown
- 2024 : Reagan de Sean McNamara : Nelle Wilson Reagan

### Actrice de télévision
- 1979 : Le Trésor des sudistes (Love's Savage Fury) (téléfilm) de Joseph Hardy : Laurel Taggart
- 1981 : The Other Victim (téléfilm) : Nancy Langford
- 1983 : Bare Essence (série télévisée) : Lady Bobbi Rowan
- 1984 : Espion modèle (série télévisée) : Dani Reynolds
- 1985 : A.D. : Anno Domini (feuilleton télévisé) : Messaline
- 1985 : Chase (téléfilm) : Sandy Albright
- 1986 : Perry Mason (épisode Meurtre en direct) : Alison Carr
- 1988 : La Marque de l'araignée rouge (The Red Spider) de Jerry Jameson et Paul King (téléfilm) : Stephanie Hartford
- 1988 : Glory Days (téléfilm) : Scotty
- 1989 : Vidéo scandale (Full Exposure: The Sex Tapes Scandal) (téléfilm) : Debralee Taft
- 1990 : Affaires personnelles (Personals) de Steven Hilliard Stern (téléfilm) : Heather Moore
- 1992 : Passions troubles (Invasion of Privacy) de Kevin Meyer (téléfilm) : Hillary Wayne
- 1992 : Manigances meurtrières (Perfect Family) de E.W. Swackhamer (téléfilm) : Maggie
- 1993 : Piège à mannequins (The Cover Girl Murders) de James A. Contner (téléfilm) : Kate
- 1994 : Un coupable idéal (Jonathan Stone: Threat of Innocence) de Michael Schwitzer (téléfilm) : Nan Stone
- 1994 : Actes des apôtres (The Visual Bible : Acts) de Regardt van den Bergh (vidéo) : Lydia
- 1995 : Permission d'aimer (Silver Strand) (téléfilm) : Louellen Peterson
- 1997 : Charmante Promotion (The Corporate Ladder) (téléfilm) : Irene Grace
- 2000 : On Music Row d'Armanda Costanza (téléfilm) : Linda Rodgers